# Alberto Bertuzzi
Alberto Bertuzzi (Venezia, 11 gennaio 1913 – Milano, 10 febbraio 1988) è stato un giornalista, industriale e difensore civico italiano.

## Biografia
Laureatosi in scienze agrarie, si specializzò in enologia e dal 1936 diresse stabilimenti vinicoli in Bulgaria. Dedicatosi contemporaneamente a studi di biofisica, condusse ricerche scientifiche per conto del Consiglio Nazionale delle Ricerche. Durante un soggiorno negli Stati Uniti, acquisì cognizioni che gli consentirono di dar vita a un ufficio tecnico per la progettazione di macchine e impianti destinati all'industria alimentare, trasformato nel 1945 in uno stabilimento industriale a Brugherio provincia di Milano. Al fianco dell'attività imprenditoriale, continuò a occuparsi di ricerca tecnologica e scientifica, interessandosi particolarmente dei nuovi problemi dell'ecologia.
Le implicazioni politico amministrative connesse alla salvaguardia dell'ambiente lo portarono, verso la fine degli anni sessanta, ad accrescere il proprio impegno civico e a intraprendere un'attività volontaristica in difesa dei diritti della collettività, denunciando industrie inquinanti e amministratori pubblici conniventi. Autonominatosi "difensore civico" (concetto introdotto da Bertuzzi per la prima volta in Italia sulla falsariga dell'"Ombudsman" dei paesi scandinavi), diede vita a un apposito Ufficio-studi per la promozione civica, avendo individuato nelle leggi e nelle norme costituzionali uno strumento di controllo democratico, contro gli abusi e i soprusi del potere centrale e periferico. Convinto della necessità di colmare la frattura tra Paese reale e Paese legale, s'impegnò in una serie di battaglie in favore dei diritti individuali e collettivi, senza legarsi a nessuna formazione partitica e portando alla luce scandali, illeciti amministrativi e malversazioni.
Molto nota fu l'esilarante "Operazione Roma" che vide Bertuzzi in persona convocare sette ministri per esaminare le loro competenze e la loro conoscenza della Costituzione; ma ancora più celebre fu la sua battaglia contro il termine "onorevole" usato come sinonimo della carica di deputato (secondo un vezzo diffuso tra i politici e i giornalisti italiani) e non come appellativo di cortesia. Norma di civismo che, fra l'altro, è stata recepita da due presidenti della Camera, Irene Pivetti e Fausto Bertinotti i quali nelle sedute di Montecitorio hanno sempre e solo usato l'appellativo di "deputato" nel nominare i membri dell'assemblea.
Valendosi della collaborazione di consulenti legali e di esperti nei vari settori, intensificò la propria attività, proponendosi come esempio di "cittadino scomodo", e dimostrando con il proprio operato l'utilità per chiunque di conoscere le leggi e le norme costituzionali, per servirsene ed esigere il loro rispetto da parte dei rappresentanti del potere. Forte del consenso di un numero sempre crescente di «onorevoli cittadini» (questi sì "onorevoli", secondo Bertuzzi), intraprese nuove battaglie, ampliando la sfera del proprio intervento e impegnandosi anche in azioni di disobbedienza civile con lo scopo di promuovere la modifica di leggi ritenute ingiuste o anticostituzionali. Il suo libro "Scusate signori del Palazzo" è annoverato come uno dei testi fondamentali di educazione civica.
Nel 1987 venne anche eletto deputato come indipendente nelle liste dell'allora Partito Radicale, un'esperienza che lo portò in conflitto con il PR.
Il Partito Radicale infatti lo mise in lista, pensando che non sarebbe mai stato eletto in quella circoscrizione (e in ogni caso, essendoci allora un sistema elettorale proporzionale con voto di preferenza).
Secondo i dirigenti radicali, Bertuzzi aveva promesso di dimettersi in caso di sua elezione Alberto Bertuzzi prese 3965 voti ma risultò eletto perchè subentrò a Marco Pannella e Domenico Modugno che avevano optato per altre circoscrizioni (nella circoscrizione Milano-Pavia la lista del Partito radicale ottenne 2 seggi). Il PR gli chiese di dimettersi, come lui aveva promesso in una lettera a Gianfranco Spadaccia, affinché potesse subentrare Peppino Calderisi, che lo seguiva con i 3415 preferenze.
Bertuzzi non si dimise ("gli onorevoli cittadini hanno eletto me e non Calderisi" commentò) scatenando le ire dei dirigenti del Partito Radicale.
Fu orchestrata allora una campagna di attacchi a Bertuzzi sui media da parte dei leader radicali con tanto di conferenze stampa e annunci sulla televisione pubblica di dossier in preparazione che avrebbero dovuto raccogliere tutte le presunte malefatte di Bertuzzi (oramai soprannominato da Marco Pannella come "il truffatore civico"). Il tutto per convincere Bertuzzi a dimettersi per lasciar spazio a Calderisi. 
Gli attacchi veementi da parte della dirigenza radicale si fermarono solo quando, dopo qualche settimana dallo svolgimento delle elezioni, vennero a sapere che Bertuzzi era ammalato di cancro e aveva ancora pochi mesi di vita. Calderisi subentrò a Bertuzzi il 17 febbraio del 1988, dopo la sua scomparsa.
Nel 2001 il CICAP (Comitato Italiano per il Controllo delle Affermazioni sul Paranormale), che nel 1999 aveva istituito il premio giornalistico "In difesa della Ragione", ha deciso di intitolare il premio alla memoria di Alberto Bertuzzi, in accordo con il figlio Massimo, cambiandone la denominazione in "Premio Alberto Bertuzzi, in difesa della Ragione".

## Opere
- Alberto Bertuzzi e Alvise Baro, La città dai mille colori sta morendo? Per Venezia e giunta l'ora della verità, Milano, 1971.
- Alberto Bertuzzi, La legge per Venezia: un atto d'amore e di cultura e non soltanto di salvaguardia, 1972.
- Alberto Bertuzzi, Scusate signori del Palazzo, Milano, Rizzoli Editore, 1979 (pubblicato nel periodico settimanale "Biblioteca Universale Rizzoli" n. 252).
- Alberto Bertuzzi, La Costituzione comoda, Milano, Rizzoli Editore, 1981.
- Alberto Bertuzzi e Giorgio Medail, Il caso Rapotez: un caso drammatico accaduto in Italia e che potrebbe ripetersi, Milano, 1981.
- Alberto Bertuzzi; Pierluigi Ronchetti; Giorgio Medail, Il pianeta dei cittadini: corso di educazione civica, Bergamo, 1982.
- Alberto Bertuzzi, Disobbedisco: la disobbedienza civica in democrazia, Milano, 1983.
- Alberto Bertuzzi, Dubitare, disobbedire, combattere: un'autobiografia esplosiva, una guida per farsi rispettare, Milano, 1985.
- Alberto Bertuzzi, Il mestiere di ciarlatano: ovvero l'arte di gabbare il prossimo, Milano, 1986.